# Соколов Володимир Іванович (художник)
Володимир Іванович Соколов (рос. Соколов Владимир Иванович 1872 — 1946, Загорськ) — російський художник, графік, майстер різьби, викладач.

## Життєпис
Походив з селянської родини Ярославської губернії Рибінського уїзду. Первісне художнє навчання опанував в школі А. Гунста. 1887 року влаштувався на навчання у Строгановське художнє училище в Москві. Серед його викладачів — Сєров Валентин Олександрович, Полєнов Василь Дмитрович, Левітан Ісаак Ілліч.
Починав як художник-станковіст. Його картину «Весна», показану 1894 року на Московській виставці-конкурсі Товариства прихильників мистецтв бачив Ісаак Левітан і привітав художника-початківця. Левітан сприяв знайомству з творчістю Володимира Соколова керівника Московського губернського земства пана С.Т. Морозова. Морозов запросив художника з селян на посаду керівника земських художніх майстерень у місті Сергієв Посад (за часів СРСР перейменований у нейтральний Загорськ). Запрошення виявилось доволі вдалим, бо художник-початківець не замкнувся на живопису, а брався за друковану графіку і проекти для декоративно-ужиткового мистецтва та дереворізьби.

## Майстер екслібриса та літографій
Відомо, що 1907 року Соколов познайомився із графіком Іваном Павловим (1872—1951). Вплив творчості Павлова навернув Володимира Соколова на створення малюнків і літографій. Перебування в Сергіївому Посаді, відомому через Троїце-Сергіїву лавру та місто-пам'ятку архітектури декількох століть, надало чимало тем для графіки Володимира Соколова. Павлов сам звертався до створення екслібрисів, позаяк ця галузь друкованої графіки була позбавлена канонів і дозволяла експериментувати як із сюжетами, так і з технологіями їх виготовлення. Соколов звернувся до дереворитів, бо й сам займався дереворізьбою.
Вже немолодим 1926 року Володимир Соколов виконав свій перший екслібрис для  М.С.Базикіна. До кінця життя Володимир Соколов виконав сорок три (43) книжкові мініатюри.

## Вибрані твори (галерея)

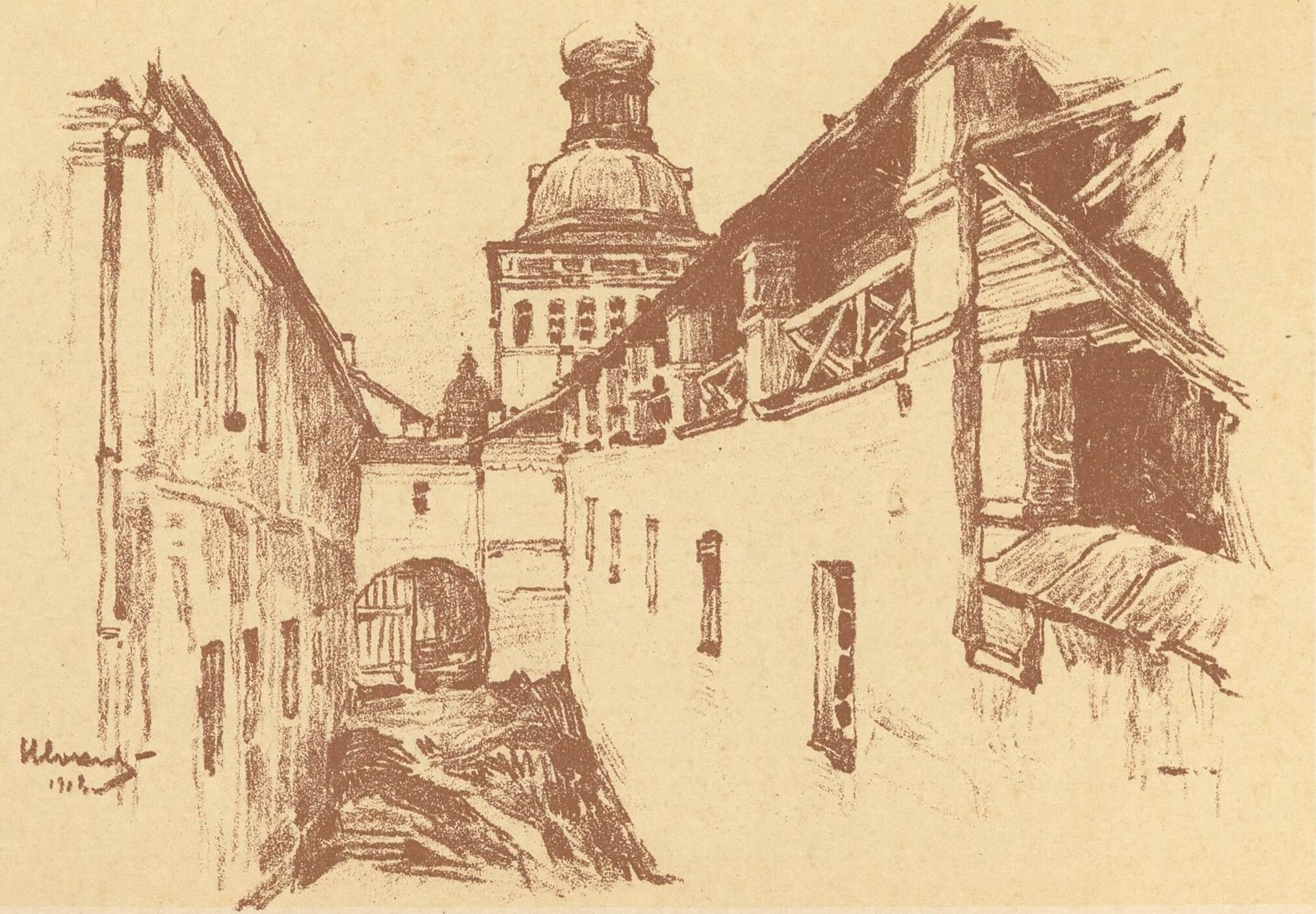
Соколов В. І. «П'ятницька вежа, Сергіїв Посад», автолітографія, 1919 р.

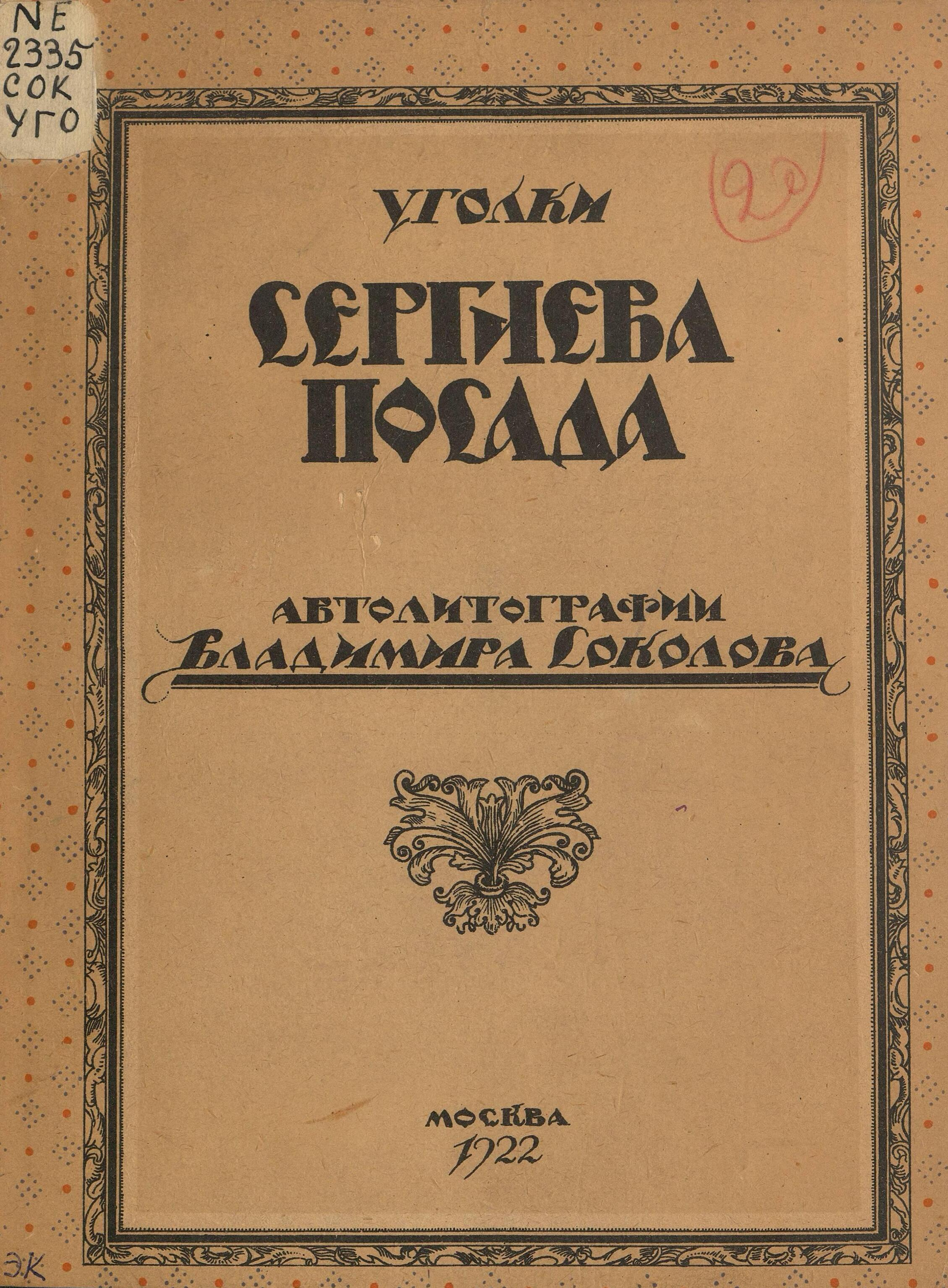
Книга «Куточки Сергіїва Посада», автолітографії В. Соколова, обкладинка 1922 р.
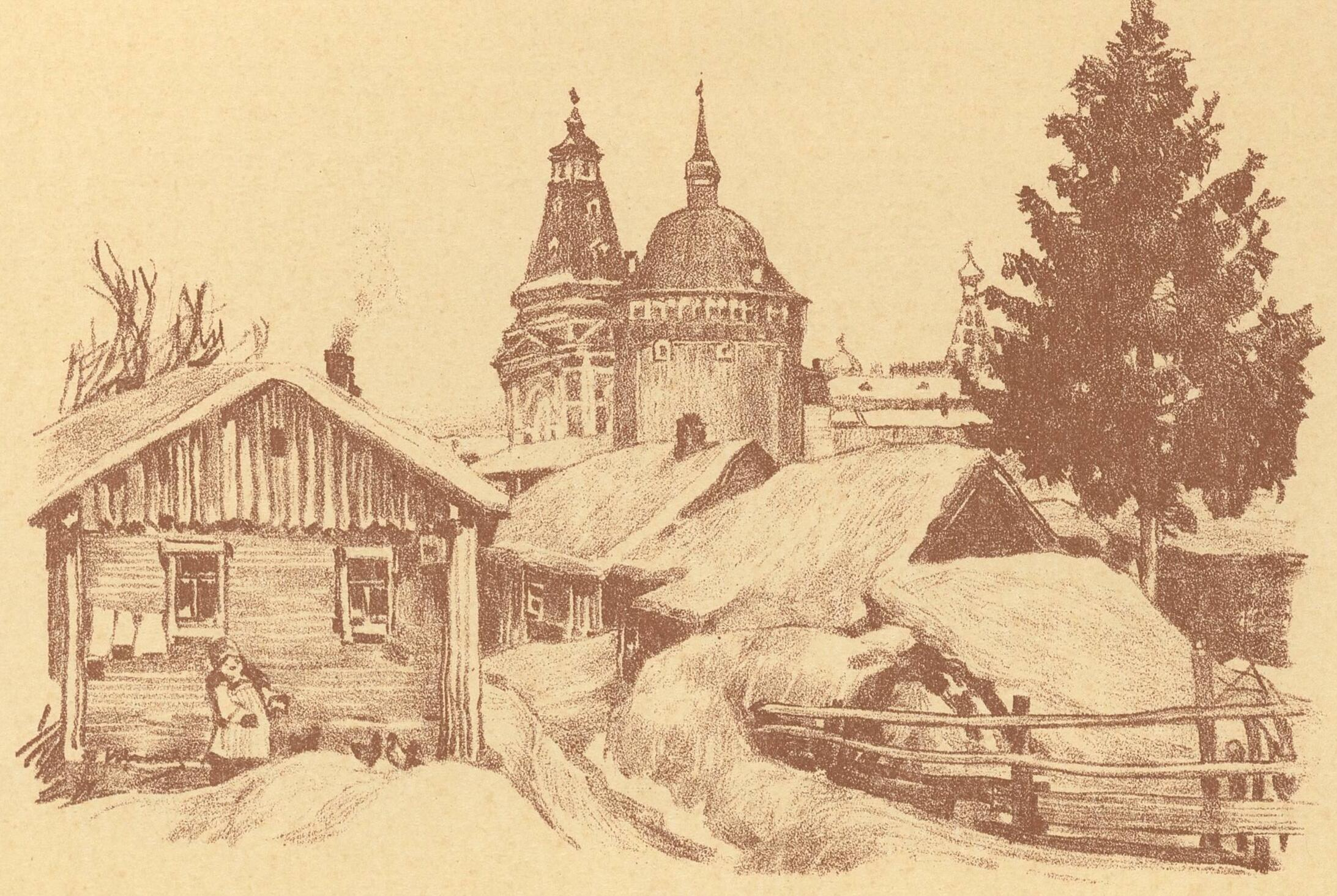
В. Соколов, автолітографія «Сергіїв Посад. Штатна слобода».
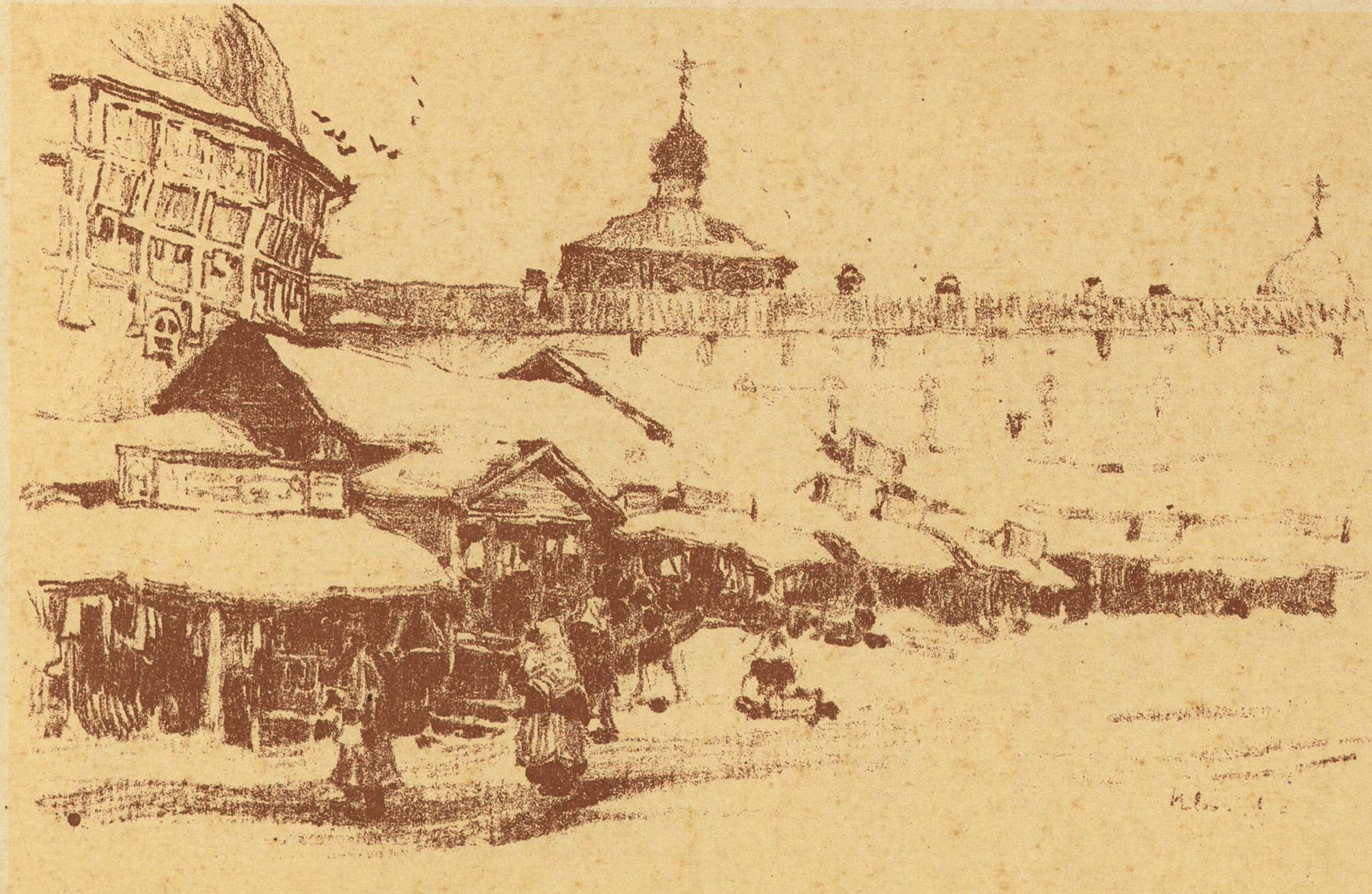
В. Соколов, автолітографія «Сергіїв Посад. Торгові ряди».
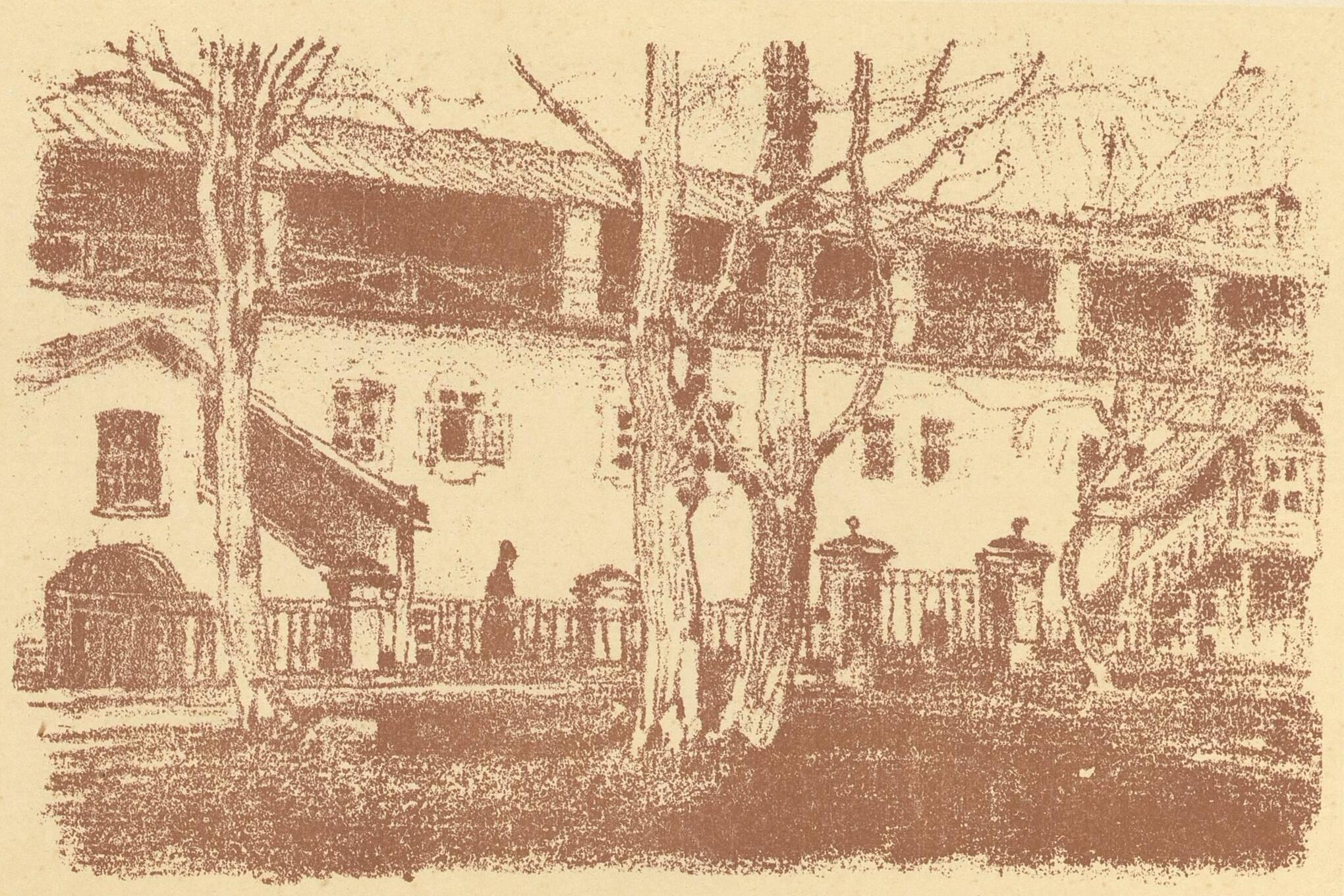
В. Соколов, автолітографія «Троїце-Сергіїва лавра. Келії монастиря біля Калічій вежі», до 1921 р.